# Hemilea longistigma
Hemilea longistigma är en tvåvingeart som beskrevs av Tokuichi Shiraki 1933. Hemilea longistigma ingår i släktet Hemilea och familjen borrflugor. Inga underarter finns listade i Catalogue of Life.